# Harwood (Dakota del Nord)
Harwood és una població dels Estats Units a l'estat de Dakota del Nord. Segons el cens del July 1, 2008 tenia 701 habitants.

## Demografia
Segons el cens del 2000, Harwood tenia 607 habitants, 192 habitatges, i 174 famílies. La densitat de població era de 200,3 hab./km².
Dels 192 habitatges en un 56,3% hi vivien nens de menys de 18 anys, en un 84,9% hi vivien parelles casades, en un 3,6% dones solteres, i en un 8,9% no eren unitats familiars. En el 5,7% dels habitatges hi vivien persones soles l'1,6% de les quals corresponia a persones de 65 anys o més que vivien soles. El nombre mitjà de persones vivint en cada habitatge era de 3,16 i el nombre mitjà de persones que vivien en cada família era de 3,31.
Per edats la població es repartia de la següent manera: un 33,8% tenia menys de 18 anys, un 4,9% entre 18 i 24, un 32,8% entre 25 i 44, un 25,7% de 45 a 60 i un 2,8% 65 anys o més.
L'edat mediana era de 34 anys. Per cada 100 dones de 18 o més anys hi havia 106,2 homes.
La renda mediana per habitatge era de 57.500$ i la renda mediana per família de 60.625$. Els homes tenien una renda mediana de 39.625$ mentre que les dones 24.479$. La renda per capita de la població era de 21.191$. Entorn de l'1,7% de les famílies i l'1,5% de la població estaven per davall del llindar de pobresa.

## Poblacions més properes
El següent diagrama mostra les poblacions més properes.